# Бібчук Володимир Кіндратович
Бібчук Володимир Кіндратович (8 липня 1926, Пії — 1 липня 2010, Чернігів) — член Спілки журналістів України.

## Біографія
З 1948 року жив у Чернігові.
З 1953 року — кореспондент на обласному радіо.
З 1956 року — кореспондент, з 1962 року — завідувач відділу в редакції газети «Деснянська правда».
Після виходу на пенсію у 1987 році — кореспондент, редактор АТ "Десна".

## Творчий доробок
Автор документальної повісті «Люди високого гарту» (у співавторстві з О. Різенком).